# 蠕紋藍子魚
蠕紋藍子魚為輻鰭魚綱鱸形目刺尾魚亞目藍子魚科的其中一種，於1835年由法國動物學家 Achille Valenciennes首次正式描述為Amphacanthus vermiculatus，其模式產地為新幾內亞，分布於印度太平洋海域，從印度南部和斯里蘭卡，向東進入西太平洋，東至帛琉和關島，南至萬那杜、斐濟、新喀里多尼亞和澳洲海域，棲息深度0-20公尺，本魚體呈橢圓形且側扁，深度為其標準長度的1.9至2.2倍，頸背鼓起，每隻眼睛上方都有一個輕微的凹痕。深而鈍的鼻子也凸出，前鼻孔有一個凸緣，向後稍微加寬，背鰭前部有一個斜臥的脊椎，身體覆蓋著灰色和白色的複雜迷宮狀或網狀圖案，頭部有黃色斑塊，尾鰭上有斑點，背鰭硬棘13枚、背鰭軟條10枚、臀鰭硬棘7枚、臀鰭軟條9枚，硬棘具有毒腺，體長可達45公分，棲息在幼魚棲息在紅樹林，成魚棲息在島礁、潟湖，成群活動，以藻類為食，可作為食用魚和觀賞魚。

## 擴展閱讀
維基物種上的相關：蠕紋藍子魚